# Odeon Teatret
 For alternative betydninger, se Odeon. (Se også artikler, som begynder med Odeon)
Odeon Teatret var en biograf som lå på Fælledvej 6, Nørrebro fra 1925 til det brændte og blev nedrevet 1958. Den var en af Københavns gamle, traditionsrige premierebiografer, som i en årrække blev ejet og drevet af den kendte kongelige skuespiller Bodil Ipsen.
I bygningen lå indtil første verdenskrig restauranten og forlystelsesetablisementet Florasalen, ombygningen till biograf blev tegnet af arkitekterne Vilhelm Hvalsøe| og Arthur Wittmaack og kostede 170.000 kroner.
Carl E. Simonsen og Søren Jensen åbnede i efteråret 1925 stumfilmsbiografen Odeon Teatret. Biografsalen havde 662 siddepladser. Biografen nedbrændte i 1958. En biobesøgende havde efterladt en cigaretglød på en af balkonens stolesæder, og i ildebranden natten til 17. september, udbrændte biografsalen. Ejerne solgte senere brandtomten til Københavns Kommune, som dengang havde planer om at bygge en Metrostation på stedet. Dette blev dog aldrig til noget og biografens tidligere foyer blev ombygget til offentlige toiletter.
Der findes stadig en gammel gavlreklame for Odeon Teatret på Fælledvej 6.